# L'Amour des trois oranges (opéra)
Pour les articles homonymes, voir L'Amour des trois oranges.
Représentations notables
- 1927 : première en Russie (en langue russe)

L'Amour des trois oranges, op.33 (en russe : Любовь к трём апельсинам, Lioubov k triom apelsinam) est un opéra en un prologue et quatre actes (dix tableaux) de Sergueï Prokofiev d'après la pièce de Carlo Gozzi, L'Amore delle tre melarance (1761). 
L'opéra fut créé en version française en 1921 (livret de Prokofiev et de Véra Janacopoulos) puis représenté en russe à Léningrad en 1927. La marche de l'opéra est sans doute le passage le plus connu de l'œuvre. Le scherzo aussi a acquis une certaine popularité.

## Historique
Le drame lui-même est basé sur le conte fantastique L'Amour des trois oranges (1761) de Carlo Gozzi, lui-même inspiré par le conte des Trois cédrats figurant dans le recueil Le Conte des contes (1634-1636 ; récit n° V-9) de Giambattista Basile. Le célèbre et révolutionnaire metteur en scène Vsevolod Meyerhold avait découvert la pièce de Gozzi grâce à Guillaume Apollinaire et en avait fait le titre de sa revue d'avant-garde. C'est Meyerhold qui fit découvrir à Prokofiev la pièce de Gozzi.
Prokofiev rédigea le livret en russe mais c'est en version française que l'opéra fut créé le 30 décembre 1921 à l'Opéra lyrique de Chicago sous la direction du compositeur et grâce au soutien de la nouvelle directrice, Mary Garden, la créatrice de Pelléas et Mélisande et de Louise. Le succès public fut grand, mais la critique acerbe reprochait l'absence de mélodie. L'opéra fut ensuite représenté à Cologne (1925), Berlin (1926), puis en version russe à Leningrad et Moscou (1927). La France dut attendre 1956 pour voir la première représentation de L'Amour des trois oranges.
La version française a le grand mérite pour le spectateur francophone de permettre une bonne compréhension des dialogues, sinon de l’histoire elle-même. En effet, basé sur le conte de Carlo Gozzi (1720-1806), le livret entremêle plusieurs intrigues, introduit des personnages féeriques et de la Commedia dell’arte, pour atteindre un niveau de loufoquerie rarement vu à l’opéra.

## Résumé
L’opéra retrace les aventures d’un prince très peureux que Truffaldino, spécialiste en farces et attrapes, est chargé de guérir par le rire. Il est aidé par le pitoyable mage Tchélio qui s’oppose à l’efficace Fata Morgana, sorcière associée à Léandre et Clarice (ils veulent prendre la place du prince lorsqu'il mourra). Fata Morgana impose au Prince la conquête de l’amour des trois oranges, gardées par une horrible cuisinière. Le Prince y parvient avec l’aide de Truffaldino et les oranges font place à trois belles princesses dont deux meurent rapidement de soif. Grâce à l’intervention du chœur des « Ridicules », la troisième jeune fille, la princesse Ninette, est sauvée de la mort. Mais alors que le Prince s’en va pour lui chercher une robe digne de la cour, elle est transformée en rat par Fata Morgana aidée de son esclave Sméraldine. Après quelques ultimes péripéties, la princesse Ninette retrouve forme humaine et épouse le Prince.

## Rôles
- Le Prince, ténor.
- Le Roi de Trèfle, père du prince, basse.
- La Princesse Clarice, nièce du roi, mezzo-soprano.
- Léandre, Premier ministre du roi, baryton-basse.
- Truffaldino, jongleur, ténor.
- Pantalon, conseiller du roi, baryton.
- Tchélio, magicien protecteur du roi, basse.
- Fata Morgana, sorcière protectrice de Léandre, soprano.
- Linette, princesse enfermée dans l'orange, contralto.
- Nicolette, princesse enfermée dans l'orange, mezzo-soprano.
- Ninette, princesse enfermée dans l'orange, soprano.
- La Cuisinière, basse enrouée[5] (travesti).
- Farfarello, démon[6], baryton.
- Sméraldine, servante noire de Fata Morgana, mezzo-soprano.
- Le Héraut, basse.
- Le Maître de cérémonies, ténor.
- Les Ridicules, les Tragiques, les Comiques, les Lyriques, les Têtes vides, les Médecins, les Petits Diables, les Courtisans, chœur.

L’orchestre est particulièrement fourni : cordes, 1 piccolo, 2 flûtes, 1 cor anglais, 3 clarinettes, 3 bassons, 6 cors en fa, 3 trombones, 1 tuba, timbales, grosse caisse, triangle, tambour, tam-tam, clochettes, xylophone, 2 harpes.

## Discographie sélective
| Orchestre                     | Chœur                        | Direction      | Marque                  | Année                  |
| ----------------------------- | ---------------------------- | -------------- | ----------------------- | ---------------------- |
| Orchestre de Radio Moscou     | Chœur de Radio Moscou        | Dzhemal Dalgat | Period (Thrift Edition) | 1950 version russe     |
| Orchestre de l'Opéra de Lyon  | Chœur de l'Opéra de Lyon     | Kent Nagano    | Virgin Classics         | 1989 version française |
| Orchestre du théâtre de Kirov | Chœur du théâtre de Kirov    | Valery Gergiev | Philips Classics        | 2001 version russe     |
| Opéra et ballet australien    | Chœur de l'Opéra d'Australie | Richard Hickox | Chandos Records         | 2005 version anglaise  |

## Adaptations
À partir de son opéra, Prokofiev a composé une suite orchestrale, op. 33bis, comprenant six mouvements (durée : de 15 à 20 minutes) et créée à Paris le 29 novembre 1925, ainsi qu'une transcription pour piano de la Marche et du Scherzo, op. 33ter (1922).
Les six mouvements de la suite sont :
- 1. Les Ridicules (Vivo). Il s'agit d'un condensé des scènes où apparaissent ces personnages. Aussi cette pièce ne se trouve pas dans l'opéra.
- 2. Le Magicien Tchélio et Fata Morgana jouent aux cartes (scène infernale) (Allegro moderato - Più mosso). Il s'agit de la danse infernale des diablotins autour de la partie de cartes des deux protagonistes.
- 3. Marche (Tempo di Marcia). Elle revient plusieurs fois dans l'opéra, notamment lors des scènes avec le Prince.
- 4. Scherzo (Allegro con brio). Décrivant la fuite du Prince et de Truffaldino après que Fata Morgana leur a ordonné de voler les trois oranges.
- 5. Le Prince et la Princesse (Andantino - Poco più mosso - Tempo I). Le duo d'amour entre les deux personnages mais sans cesse troublé par les commentaires des Ridicules. Ce passage a été entièrement recomposé et reste éloigné de la partition originale.
- 6. La Fuite (Allegro - Andante assai - Allegro con brio). Correspond à la scène finale : la fuite des comploteurs, aidés de Fata Morgana. Prokofiev a modifié la fin pour terminer la suite brillamment en reprenant le thème de la fuite.

Discographie sélective de la Suite, op.33bis
| Orchestre                    | Direction       | Marque                    | Année |
| ---------------------------- | --------------- | ------------------------- | ----- |
| National Symphony Orchestra  | Leonard Slatkin | RCA Victor (BMG Classics) | 1998  |
| Orchestre national de France | Lorin Maazel    | Sony Classical            | 1991  |